# Плајари (Солун)
Плајари (грч. Πλαγιάρι) је насељено место у општини Седес у периферији Средишња Македонија, Грчка. Према попису из 2021. године био је 5.091 становник.
Према бугарском географу и историчару, Василу Канчову, у Плајарима је 1900. године живело 240 Грка. После 1922. године насељено је 139 грчких избегличких породица из Турске, укупно 523 особа. На попису из 1928. године Плајари су имали 546 становника. Село се раније звало Узун Али.